# آی‌پد
آی‌پد (به انگلیسی: iPad) خطی از رایانه‌های لوحی است که توسط شرکت اپل طراحی، توسعه و به بازار عرضه شده است. اولین آی‌پد در ۳ آوریل ۲۰۱۰ معرفی شد. آی‌پد دارای سه زیرمجموعهٔ دیگر به نام‌های آی‌پد مینی، آی‌پد ایر و آی‌پد پرو است که آی‌پد پرو معمولاً در دو نسخه ۱۱ اینچ و ۱۲٫۹ اینچ تولید می‌شود. نسل پنجم آی‌پد مینی، که در ۱۸ مارس ۲۰۱۹ منتشر شد. نسل چهارم آی‌پد ایر که در ۲۳ اکتبر سال ۲۰۲۰ منتشر شد. و نسل سوم ۱۱ اینچ (۲۸۰ میلی‌متر) و نسل پنجم ۱۲٫۹ اینچ (۳۳۰ میلی‌متر) آی‌پد پرو که در ماه مه سال ۲۰۲۱ عرضه می‌شود.
از سپتامبر ۲۰۲۰، اپل بیش از ۵۰۰ میلیون آی‌پد را فروخته است، اگرچه فروش در سال ۲۰۱۳ به اوج خود رسیده است. این رایانه محبوب‌ترین رایانه لوحی است که از سه‌ماهه دوم سال ۲۰۲۰ به فروش می‌رسد.

## تاریخچه
استیو جابز، مؤسس اپل، در سخنرانی ۱۹۸۳ زمانی که اظهار داشت استراتژی شرکت ساده بود گفت: «آنچه ما می‌خواهیم انجام دهیم این است که می‌خواهیم یک کامپیوتر فوق‌العاده بزرگ را در کتابی قرار دهیم که شما بتوانید در عرض ۲۰ دقیقه از آن استفاده کنید … و ما واقعا می‌خواهیم این کار را با یک پیوند رادیویی در آن انجام دهیم تا شما در ارتباط با همه این پایگاه‌های اطلاعاتی بزرگ‌تر و کامپیوترهای دیگر باشید.»

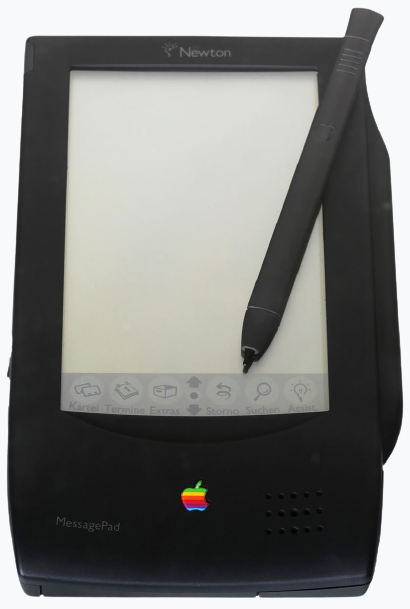
مسیج پد اولین تبلت اپل

اولین رایانه لوحی اپل مسیج پد نیوتون ۱۰۰ بود، که در سال ۱۹۹۳ معرفی شد و از هسته پردازنده ARM6 ساخته شده توسط ARM، تولید شده در سال ۱۹۹۰، از شرکت Acorn Computers که اپل در آن سرمایه‌گذاری کرد، استفاده می‌شود. اپل همچنین نمونه اولیه ای از تبلت مبتنی بر PowerBook Duo ,PenLite را تولید کرد، اما تصمیم گرفت که برای جلوگیری از صدمه زدن به فروش مِسِیج پد، آن را بفروشد. اپل چندین PDA مبتنی بر نیوتن را منتشر کرد. نسخه نهایی، مسیج پد ۲۱۰۰ در سال ۱۹۹۸ متوقف شد.

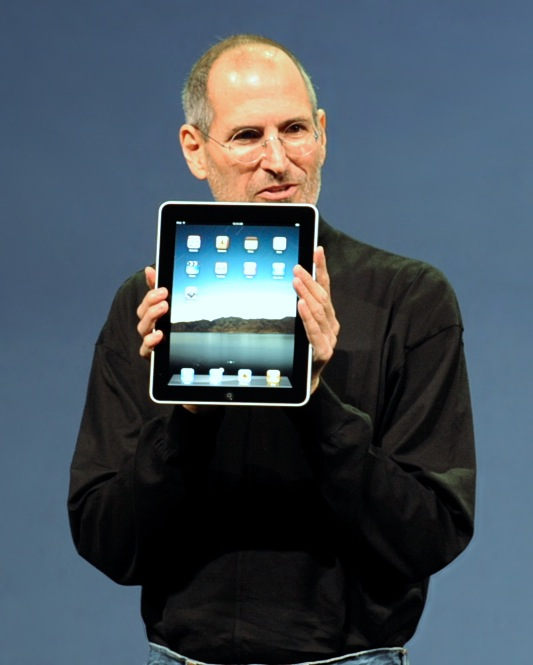
استیو جابز، مدیر سایق اپل در حال معرفی آی پد

اپل از ۱۲ مارس ۲۰۱۰ شروع به پیش خرید اولین نسل آی‌پد کرد. تنها تغییر اساسی در دستگاه بین اعلامیه و در دسترس بودن برای پیش سفارش تغییر رفتار سوئیچ جانبی برای انجام یا قطع صدا یا قفل چرخش صفحه بود (قابل انتخاب توسط کاربر). نسخه وای فای آی‌پد در ۳ آوریل ۲۰۱۰ در ایالات متحده به فروش رسید. نسخه وای فای + ۳جی در تاریخ ۳۰ آوریل منتشر شد.
جابز در ۲ مارس ۲۰۱۱ در کنفرانس مطبوعاتی از آی‌پد ۲ رونمایی کرد. آی‌پد ۲ حدود ۳۳٪ نازک‌تر از نسل قبلی و ۱۵٪ سبکتر، پردازنده بهتری دارد، یک Apple A5 دو هسته ای که به گفته اپل، دو برابر سریعتر از پردازنده قبلی برای پردازنده و تا ۹ برابر سریعتر برای پردازنده‌های گرافیکی است. آی‌پد ۲ شامل دوربین‌های جلو و عقب است که از برنامه ویدیویی تلفن فیس تایم و همچنین ژیروسکوپ سه محوری پشتیبانی می‌کند. این باتری ۱۰ ساعت اصلی باتری را حفظ کرده و یک طرح قیمت گذاری مشابه داشت.
جانشین آی‌پد ۲ در ۷ مارس ۲۰۱۲ توسط تیم کوک مدیر عامل اپل در مرکز هنر Yerba Buena رونمایی شد. آی‌پد جدید شامل یک پردازنده جدید دو هسته ای A5X با گرافیک چهار هسته ای و یک صفحه نمایش شبکیه چشم با وضوح ۲۰۴۸ در ۱۵۳۶ پیکسل، بیش از ۵۰ درصد پیکسل بیشتر از یک صفحه تلویزیون استاندارد ۱۹۲۰ در ۱۰۸۰ استاندارد است.
در کنار راه اندازی سخت‌افزار نسل چهارم آی‌پد، اپل آی‌پد مینی را معرفی کرد. صفحه نمایش آن با ابعاد ۷٫۹ اینچ در مقابل تبلتی مثل نکسوس ۷ بود. سخت‌افزار آی‌پد مینی جدید مشابه آی‌پد ۲ است، صفحه نمایش با وضوح ۱۰۲۴ در ۷۸۶ پیکسل و یک صفحه نمایش پردازنده دو هسته ای A5، اما ۵۳٪ سبک‌تر و ۷٫۲ میلی‌متر ضخامت دارد. در تاریخ ۲ نوامبر ۲۰۱۲، با ظرفیت ۱۶ گیگابایت، ۳۲ گیگابایت و ۶۴ گیگابایت و نسخه‌های وای فای یا وای فای + سلولار منتشر شد.
در ۲۲ اکتبر ۲۰۱۳، اپل نسل پنجم آی‌پد را با نام آی‌پد ایر و نسل دوم آی‌پد مینی با نام آی‌پد مینی ۲ را که با صفحه نمایش شبکیه چشم همراه است، معرفی کرد. آی‌پد ایر از اول نوامبر ۲۰۱۳ با قیمت ۴۹۹ دلار به فروش رسید، در حالی که آی‌پد مینی ۲ در ۱۲ نوامبر ۲۰۱۳ با قیمت ۳۹۹ دلار به بازار عرضه شد.
در اکتبر ۲۰۱۴، اپل آی‌پد ایر ۲ و آی‌پد مینی ۳ را منتشر کرد. آی‌پد ایر ۲ اولین دستگاه آی او اس است که از پردازنده مرکزی سه هسته ای و ۲ گیگابایت حافظه رم بهره می‌برد. علاوه بر نازک‌تر و سریعتر بودن از مدل قبلی خود، آی‌پد ایر، دارای ویژگی تاچ آی دی است و با گزینه رنگ طلایی نیز در دسترس است. آی‌پد مینی ۳ از نظر طراحی و سخت‌افزار شبیه به آی‌پد مینی ۲ است اما شامل تاچ آی دی می‌باشد و در رنگ طلایی نیز موجود است.
در سپتامبر ۲۰۱۵، آی‌پد پرو معرفی شد که شامل صفحه نمایش ۱۲٫۹ اینچی و نسخه ۹٫۷ اینچی در مارس ۲۰۱۶ با افزودن گزینه ۲۵۶ گیگابایتی برای هر دو مدل آی‌پد پرو اعلام شد.
در تاریخ ۲۱ مارس ۲۰۱۷، آی‌پد جدیدی معرفی شد. این سخت‌افزار شامل پردازنده A9 است و به گونه ای طراحی شده است که نسخه ارزان قیمت آی‌پد باشد.
در ژوئن ۲۰۱۷، سخت‌افزار نسل دوم آی‌پد پرو دارای صفحه نمایش ۱۲٫۹ و ۱۰٫۵ اینچی اعلام شد.
در تاریخ ۲۸ مارس ۲۰۱۸، آی‌پد جدید (نسل ششم) معرفی شد. مدل جدید با استفاده از پردازنده A10 Fusion و پشتیبانی کامل از اپل پنسل، جایگزین مدل ۲۰۱۷ می‌شود.
در تاریخ ۳۰ اکتبر ۲۰۱۸، نسل سوم آی‌پد پرو معرفی شد و اولین نسلی بود که از ۱ ترابایت فضای ذخیره‌سازی پشتیبانی می‌کند.
در ۱۸ مارس ۲۰۱۹، اپل آی‌پد ایر (نسل سوم) و آی‌پد مینی (نسل ۵)، هر دو با پردازنده‌های A12 Bionic را معرفی کرد.
در ۱۰ سپتامبر ۲۰۱۹، آی‌پد نسل هفتم با نمایشگر بزرگتر ۱۰٫۲ اینچی و پشتیبانی از صفحه کلید هوشمند معرفی شد. این گوشی بیشتر مشخصات نسل ششم آی‌پد ۹٫۷ اینچی را حفظ می‌کند.
در تاریخ ۱۸ مارس سال ۲۰۲۰، نسل دوم آی‌پد پرو ۱۱ اینچی و نسل چهارم آی‌پد پرو ۱۲٫۹ اینچی معرفی شدند. هر دو طراحی یکسانی را حفظ کرده‌اند، اما با یک دست انداز جدید دوربین، دارای یک دوربین فوق عریض ۱۰ مگاپیکسلی، یک اسکنر LiDAR و یک تراشه A12Z Bionic است. تقریباً همه چیز از نسل قبلی منتقل شده است، صفحه نمایش رِتینا ۱۱ اینچ و ۱۲٫۹ اینچ، طراحی نازک ۵٫۹ میلی‌متر و غیره
یک سال پس از رویداد آی‌پد نسل هفتم، آی‌پد نسل هشتم و آی‌پد ایر نسل چهارم معرفی شدند. آی‌پد نسل هشتم همچنان دارای صفحه نمایش ۱۰٫۲ اینچی، پشتیبانی از کیبورد هوشمند، همان گزینه‌های ذخیره‌سازی، ۳۲ و ۱۲۸ گیگابایت و رنگ‌های یکسان است، اما اکنون پردازنده A12 Bionic از آیفون XS را دارد. آی‌پد ایر اکنون همان طراحی آی‌پد پرو را دارد که دارای لبه‌های مربع شکل، صفحه نمایش رتینا، پورت USB-C و پشتیبانی از صفحه کلید هوشمند فویلو و کیبورد جادویی است.

## مدل‌ها
| نام             | آی‌پد (نسل اول) | آی‌پد (نسل دوم) | آی‌پد (نسل سوم) | آی‌پد (نسل چهارم) | آی‌پد (نسل پنجم) | آی‌پد (نسل ششم)  | آی‌پد (نسل هفتم) | آی‌پد (نسل هشتم) | آی‌پد (نسل نهم)  |
| --------------- | -------------- | -------------- | -------------- | ---------------- | --------------- | --------------- | --------------- | --------------- | --------------- |
| تصویر           |                |                |                |                  |                 |                 |                 |                 |                 |
| سال انتشار ساخت | ۳ آوریل ۲۰۱۰   | ۱۱ مارس ۲۰۱۱   | ۱۶ مارس ۲۰۱۲   | ۲ نوامبر ۲۰۱۲    | ۲۴ مارس ۲۰۱۷    | ۲۷ مارس ۲۰۱۸    | ۱۰ سپتامبر ۲۰۱۹ | ۱۸ سپتامبر ۲۰۲۰ | ۲۴ سپتامبر ۲۰۲۱ |
| سال توقف ساخت   | ۲ مارس ۲۰۱۱    | ۱۸ مارس ۲۰۱۴   | ۲۳ اکتبر ۲۰۱۲  | ۱۶ اکتبر ۲۰۱۴    | ۲۷ مارس ۲۰۱۸    | ۱۰ سپتامبر ۲۰۱۹ | ۱۵ سپتامبر ۲۰۲۰ | ۱۴ سپتامبر ۲۰۲۱ | تاکنون          |

| نام             | آی‌پد مینی (نسل اول) | آی‌پد مینی (نسل دوم) | آی‌پد مینی (نسل سوم) | آی‌پد مینی (نسل چهارم) | آی‌پد مینی (نسل پنجم) | آی‌پد مینی (نسل ششم) |
| --------------- | ------------------- | ------------------- | ------------------- | --------------------- | -------------------- | ------------------- |
| تصویر           |                     |                     |                     |                       |                      |                     |
| سال انتشار ساخت | ۲ نوامبر ۲۰۱۲       | ۱۲ نوامبر ۲۰۱۳      | ۱۶ اکتبر ۲۰۱۴       | ۹ سپتامبر ۲۰۱۵        | ۱۸ مارس ۲۰۱۹         | ۲۴ سپتامبر ۲۰۲۱     |
| سال توقف ساخت   | ۱۹ ژوئن ۲۰۱۵        | ۲۱ مارس ۲۰۱۷        | ۹ سپتامبر ۲۰۱۵      | ۱۸ مارس ۲۰۱۹          | ۱۴ سپتامبر ۲۰۲۱      | تاکنون              |

|                 | آی‌پد ایر (نسل اول) | آی‌پد ایر (نسل دوم) | آی‌پد ایر (نسل سوم) | آی‌پد ایر (نسل چهارم) |
| --------------- | ------------------ | ------------------ | ------------------ | -------------------- |
| تصویر           |                    |                    |                    |                      |
| سال انتشار ساخت | ۱ نوامبر ۲۰۱۳      | ۲۲ اکتبر ۲۰۱۴      | ۱۸ مارس ۲۰۱۹       | ۲۳ اکتبر ۲۰۲۰        |
| سال توقف ساخت   | ۲۱ مارس ۲۰۱۶       | ۲۱ مارس ۲۰۱۷       | ۱۵ سپتامبر ۲۰۲۰    | تاکنون               |

| نام             | آی‌پد پرو (نسل اول) | آی‌پد پرو (نسل دوم)                                 | آی‌پد پرو (نسل سوم) | آی‌پد پرو (نسل چهارم) | آی‌پد پرو (نسل پنجم) |
| --------------- | ------------------ | -------------------------------------------------- | ------------------ | -------------------- | ------------------- |
| تصویر           |                    |                                                    |                    |                      |                     |
| سال انتشار ساخت | ۱۱ نوامبر ۲۰۱۵     | ۱۳ ژوئن ۲۰۱۷                                       | ۷ نوامبر ۲۰۱۸      | ۲۵ مارس ۲۰۲۰         | ۲۱ مه ۲۰۲۱          |
| سال توقف ساخت   | ۵ ژوئن ۲۰۱۷        | ۳۰ اکتبر ۲۰۱۷ (۱۲٫۹ اینچ) ۱۹ مارس ۲۰۱۸ (۱۰٫۵ اینچ) | ۱۸ مارس ۲۰۲۰       | ۲۰ آوریل ۲۰۲۱        | تاکنون              |

## سخت‌افزار

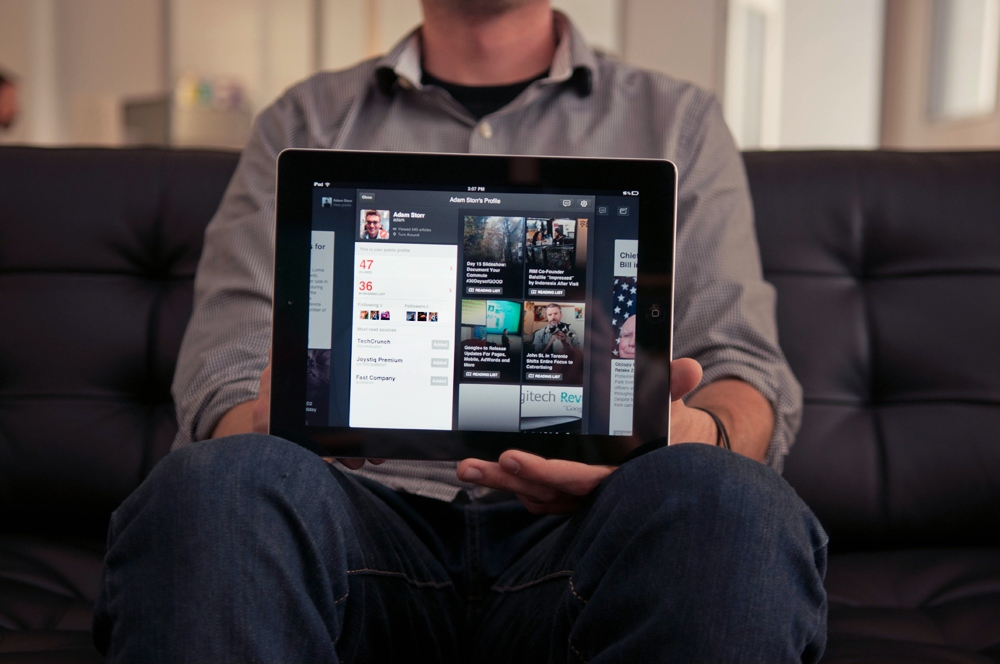
آی‌پد

آی‌پد رایانه‌ای بدون صفحه کلید (غیر از برخی مدل‌های جدید که از صفحه کلیدهایی پشتیبانی می‌کند) است، از صفحه حساس لمسی (multi touch) بهره می‌گیرد و با اشاره انگشتان دست می‌توان از تمامی امکانات آن استفاده کرد. برای انجام کارهایی که به تایپ طولانی نیاز دارند، امکان استفاده از صفحه کلید جداگانه نیز به آن وجود دارد.
گونه‌ای از آی‌پد تنها دارای قابلیت وای-فای و گونه دیگری از آن دارای قابلیت وای‌فای و اتصال 3G و4G و آخرین تکنولوژی به LTE نیز متصل می‌شود. ویژگی‌های اصلی آی‌پد عبارتند از:
- سیستم‌عامل آی‌پد در حال حاضر ۷٫۱٫۲ که باعث ایجاد قابلیت موالتی تسک شده است.
- نمایشگر حساس لمسی ال ای دی ۹٫۷ اینچی با دقت ۱۵۳۶×۲۰۴۸ پیکسل،
- پردازنده A۷ شرکت اپل با سرعت ۱٫۴ گیگاهرتز[۴]
- حافظه ۱۶ تا ۱۲۸ گیگابایتی
- درگاه‌های ارتباطی پین ۳۰، وای-فای، 3G ،4G
- دارای شتاب‌سنج (برای سنجش حرکت دستگاه)، قطب‌نمای دیجیتال، صفحه حساس لمسی و سامانه جی‌پی‌اس
- درازا: ۲۳٫۴ سانتیمتر؛ پهنا: ۱۹ سانتی‌متر؛ ضخامت: ۱٫۳ سانتیمتر
- وزن کمتر از یک کیلوگرم (۰٫۶ کیلوگرم برای مدل دارای وای-فای، ۰٫۷ کیلوگرم برای مدل دارای وای‌فای و ۳جی)

### صفحه نمایش و ورودی
صفحه نمایش لمسی آی‌پد (دو نسل اول) یک صفحه نمایش ۱۰۲۴ در ۷۶۸ پیکسل، ۷٫۷۵ × ۵٫۸۲ اینچ (۱۹۷ × ۱۴۸ میلی‌متر) صفحه نمایش کریستال مایع (مورب ۹٫۷ اینچ (۲۴۶٫۴ میلی‌متر))، دارای شیشه ضد انگشت و خراش است. استیو جابز گفت که یک صفحه نمایش ۷ اینچی «برای بیان نرم افزار بسیار کوچک» است و ۱۰ اینچ برای صفحه رایانه لوحی حداقل است. مانند آیفون، آی‌پد برای کنترل توسط انگشتان برهنه طراحی شده است. دستکش‌های معمولی و غیر رسانا و استایل کار نمی‌کنند، اگرچه دستکش‌های مخصوص و استایلی خازنی برای این استفاده طراحی شده است.

### دوربین
آی‌پد نسل اول فاقد دوربین بود. آی‌پد ۲ دارای یک دوربین VGA جلو و یک دوربین ۷۲۰p در پشت است که هر دو قادر به عکس برداری هستند (اما این تصاویر تنها با کیفیت پایین ۰٫۳ مگاپیکسل گرفته می‌شوند). برخلاف آیفون، آی‌پد از فوکوس برای پشتیبانی پشتیبانی نمی‌کند، اما برای تنظیم قرار گرفتن در معرض خودکار به یک ضربه اجازه می‌دهد.
همچنین نسل چهارم آی‌پد پرو دارای دو دوربین است: یک دوربین عریض ۱۲ مگاپیکسلی و یک دوربین فوق عریض ۱۰ مگاپیکسلی، به ترتیب با دیافراگم f/1.8 و f/2.4. این تبلت‌ها همچنین از ویژگی LiDAR Scanner برای عملکرد دقیقتر واقعیت افزوده برخوردار هستند.

### اتصال اینترنت
اتصال ایپد۱ و ۲ و ۳ از سیم کارت 3G و اتصال وای فای Wi-Fi 802.11 a/b/g/n است و آی‌پد ۴ از سیم کارت 3G و4Gو LTE بهره‌مند است.

### باتری و شارژ
آی‌پد از یک باتری داخلی قابل شارژ پلیمر یون لیتیوم (LiPo) استفاده می‌کند. این باتری‌ها توسط شرکت‌هایی در تایوان ساخته می‌شوند. آی‌پد با استفاده از آداپتور برق ۱۰ وات یو اس بی و سیم یو اس بی با یک اتصال دهنده یو اس بی در یک انتها و یک کانکتور ۳۰ پین در انتهای دیگر، با شارژ جریان بالای ۲ آمپر طراحی شده است. در حالی که می‌توان آن را توسط یک پورت یو اس بی استاندارد از رایانه شارژ کرد، این موارد به ۰٫۵ آمپر محدود می‌شوند. در نتیجه، اگر آی‌پد در حالی که از پورت رایانه یو اس بی معمولی تغذیه می‌کنید، در حال اجرا است، ممکن است خیلی آهسته شارژ شود یا اصلاً شارژ نشود. پورت‌های USB پرقدرت که در رایانه‌ها و لوازم جانبی جدیدتر اپل یافت می‌شوند، قابلیت شارژ کامل را فراهم می‌کنند.

### صدا و خروجی
آی‌پد دارای دو بلندگوی داخلی است که صدای کانال چپ و راست را در پایین سمت راست واحد تولید می‌کنند. در آی‌پد اصلی، بلندگوها صدا را از طریق دو کانال کوچک بسته شده به سه پورت صوتی حک شده در دستگاه منتقل می‌کنند، در حالی که آی‌پد ۲ بلندگوهایش پشت یک کوره قرار دارد. یک کلید ولوم در سمت راست واحد قرار دارد. یک جک خروجی صوتی ۳٫۵ میلی‌متری اتصال TRRS در گوشه بالا سمت چپ دستگاه صدای استریو را برای هدفون‌های دارای یا بدون میکروفون و ٫ یا کنترل میزان صدا فراهم می‌کند. آی‌پد همچنین حاوی میکروفونی است که می‌تواند برای ضبط صدا استفاده شود.

### ذخیره‌سازی و سیم کارت
آی‌پد با سه گزینه ظرفیت برای ذخیره‌سازی عرضه شد: ۱۶، ۳۲ یا ۶۴ گیگابایت حافظه داخلی. در ۲۹ ژانویه ۲۰۱۳، اپل مدل ۱۲۸ گیگابایتی از نسل چهارم آی‌پد را معرفی کرد که در ۵ فوریه منتشر شد. در تاریخ ۲۱ مارس ۲۰۱۶، اپل مدل ۲۵۶ گیگابایتی آی‌پد پرو را معرفی کرد که در ۳۱ مارس به بازار عرضه شد. در سال ۲۰۱۷، اپل یک آی‌پد پرو ۱۰٫۵ اینچی و یک آی‌پد پرو ۱۲٫۹ اینچی اصلاح شده با یک گزینه ۵۱۲ گیگابایتی را منتشر کرد، اولین بار در نوع خود در دستگاه آی او اس استفاده شد. در سال ۲۰۱۸، اپل آی‌پد پرو ۱۱ اینچی و ۱۲٫۹ اینچی را منتشر کرد که هر دو گزینه ۱ ترابایتی دارند. 

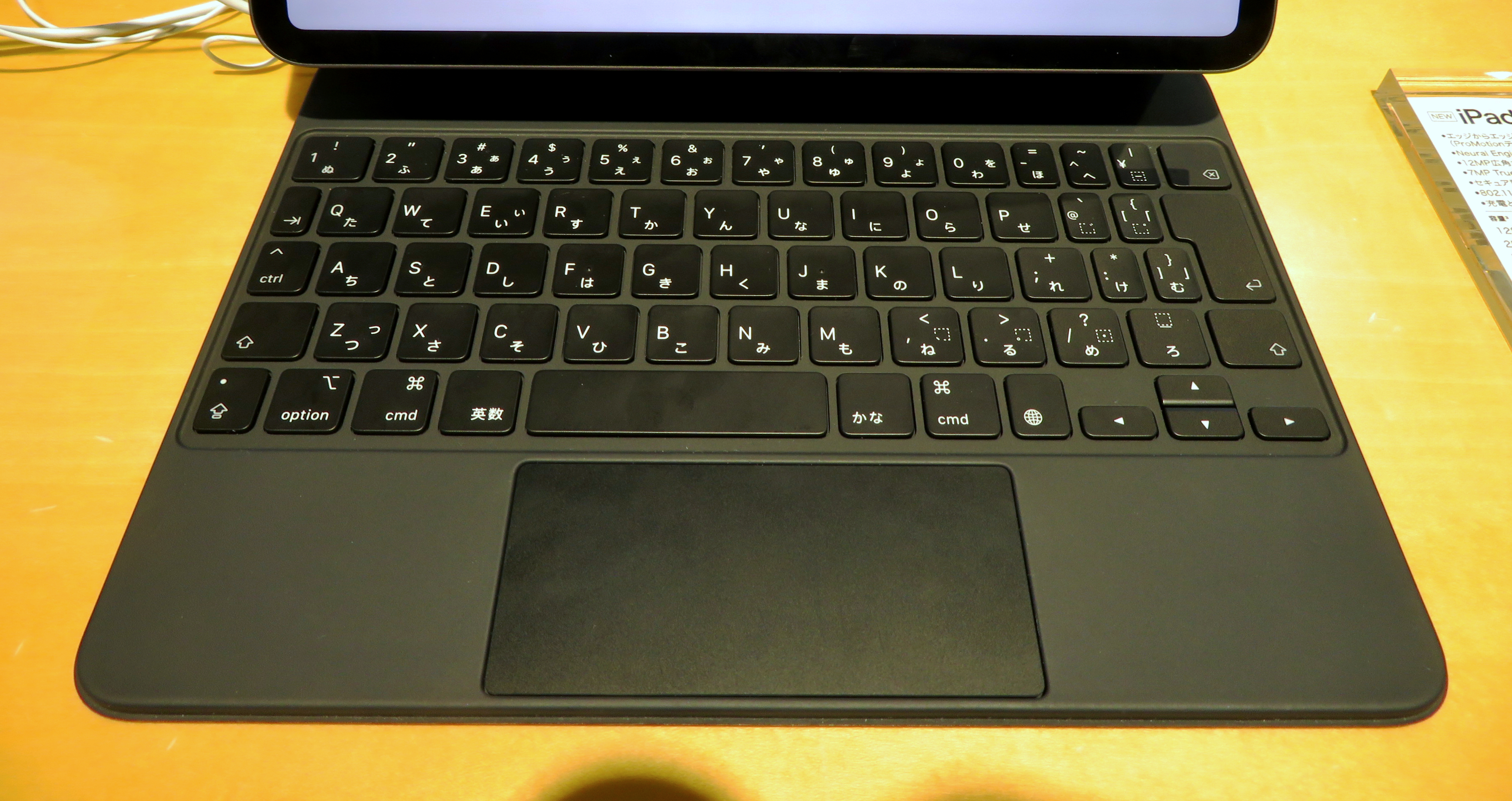
صفحه کلید جادویی برای آی‌پد، بهزبان انگلیسی و چینی

### تجهیزات جانبی
- صفحه کلید جادویی
- صفحه کلید هوشمند فوبلو
- پایه برای ایستاندن آی‌پد
- تبدیل SD card یا Connection Kit
- اتصال به دوربین عکس برداری Camera Connection
- کیف‌های مختلف از جمله اسمارت کاور شرکت اپل
- اپل پنسل

### تولید
این دستگاه توسط کمپانی فاکسکان جمع‌آوری و تولید می‌شود، مانند آی پاد، آیفون و مک مینی. این کمپانی در شنزنچین واقع شده است.
iSuppli تخمین زده است که هر دستگاه آی‌پد ۱۶ گیگ دارای وای-فای تقریباً ۲۶۹ دلار برای اپل هزینه دربردارد. این درحالی است که این دستگاه توسط اپل ۴۹۹ دلار فروخته می‌شود.
شرح تولید قطعات آی‌پد:
- کیت Apple A۴&۵ ساخت شرکت اپل
- مموری ساخت شرکت توشیبا و مدل ۶۴GB ساخت شرکت سامسونگ
- چیپ لمسی ساخت شرکت بورد کم
- صفحه نمایش رتینا ساخت شرکت ال جی
- بدنه ساخت شرکت کتچر تکنولوژی
- باتری ۶۰درصد ساخت شرکت تایوانی سیمپو تکنولوژی و ۴۰ درصد شرکت داینپک اینترنشنال
- شتاب سنج ساخت شرکت STMicroelectronics

## نرم‌افزار
بیش تر برنامه‌های آیفون بر روی آی‌پد هم اجرا می‌شود. توسعه دهندگان همچنین ممکن است برای استفاده از ویژگی‌های آی‌پد، برنامه‌هایی را ایجاد یا تغییر دهند و از مارس ۲۰۱۶ یک میلیون برنامه برای آی‌پد بهینه شده است. توسعه دهندگان برنامه‌ها از iOS SDK برای توسعه برنامه‌ها برای آی‌پد استفاده می‌کنند. آی‌پد در ابتدا با یک نسخه سفارشی فقط آی‌پد از سیستم عامل آیفون که v۳٫۲ لقب دارد، ارسال می‌شد. در اول سپتامبر اعلام شد که آی‌پد تا نوامبر ۲۰۱۰ آی اواس ۴٫۱ را دریافت می‌کند؛ برای تحقق این اپل در ۲۲ نوامبر آی او اس ۴٫۲٫۱ را برای عموم منتشر کرد

### رابط کاربری

رابط کاربری آیپد (نسل هفتم)

رابط متمرکز بر روی صفحه اصلی است، یک لیست گرافیکی از برنامه‌های موجود. با استفاده از یک دکمه سخت‌افزاری در زیر صفحه، می‌توانید به صفحه اصلی دسترسی پیدا کنید، در نتیجه یک برنامه باز بسته می‌شود.
همچنین کاربران می‌توانند آیکون‌ها را از صفحه اضافه و حذف کنند، که در هر صفحه اصلی یکسان است. هر صفحه اصلی حداکثر بیست آیکون را نگه می‌دارد و کاربران می‌توانند در هر زمان وب کلیپ‌ها و برنامه‌های شخص ثالث را حذف کنند و ممکن است فقط برنامه‌های خاصی را برای انتقال از آی تیونز انتخاب کنند. با این حال، برنامه‌های پیش فرض اپل حذف نمی‌شوند.
از دیگر جلوه‌های تعاملی کاربر محور می‌توان به انتخاب فرعی کشویی افقی، صفحه کلید کشویی عمودی و نشانک‌های نشانک‌ها و ابزارک‌هایی اشاره کرد که برای پیکربندی تنظیمات در سمت دیگر چرخانده می‌شوند. در صورت لزوم، نوارهای منو در بالا و پایین صفحه مشاهده می‌شوند. گزینه‌های آنها با توجه به برنامه متفاوت است، اما همیشه از یک الگوی سبک ثابت پیروی می‌کنند. در سلسله مراتب منو، یک دکمه «بازگشت» در گوشه بالا سمت چپ صفحه نام پوشه اصلی را نمایش می‌دهد.

### برنامه‌های کاربردی
آی‌پد به صورت درون‌ساخت به همراه مجموعه‌ای از نرم‌افزارهای استاندار اپل به بازار عرضه خواهد شد. این مجموعه عبارتند از:
- مرورگر وب سافاری
- برنامهٔ Mail برای پست الکترونیک
- برنامهٔ Photos برای مدیریت و آرشیو تصاویر
- برنامهٔ Video برای مدیریت و آرشیو فیلم
- برنامهٔ یوتیوب برای تماشای فیلم‌های سایت یوتیوب
- برنامهٔ آی‌پاد برای تبدیل آی‌پد به آی‌پاد و پخش موسیقی
- برنامهٔ آی‌تیونز برای اتصال به فروشگاه موسیقی اینترنتی آی‌تونز
- برنامهٔ اپ استور برای اتصال به فروشگاه اینترنتی اپل و دریافت نرم‌افزار
- برنامهٔ آی‌بوکس برای دریافت و خواندن کتاب‌های الکترونیکی
- برنامهٔ اپل مپس برای استفاده از نقشه‌های گوگل
- برنامهٔ Notes برای یادداشت برداری
- برنامهٔ تقویم
- برنامهٔ دفترچه تلفن

همچنین تمام برنامه‌هایی که برای آیفون نوشته شده‌اند بر روی آی‌پد قابل اجرا هستند؛ برای استفاده بهتر از نمایشگر بزرگ آی‌پد، می‌توان برنامه‌های آی‌فون را به اندازه دو برابر روی صفحه بزرگ کرد.
اپل و چندین شرکت دیگر مجموعه‌ای از برنامه‌های جدید عرضه کرده‌اند که از قابلیت‌های ویژه آی‌پد بهترین استفاده را می‌نماید. برای نمونه شرکت اپل نسخه‌ای از بسته نرم‌افزاری آی‌ورک را برای تبلت آی‌پد آماده کرده و به فروش رساند. این بسته نرم‌افزاری امکانات واژه‌پردازی، صفحه گسترده و پخش اسلاید را برای کاربران آی‌پد فراهم می‌آورد.